# Mursili I
Mursili I (lub Mursilis) – król Hetytów w czasach ok. 1620–1590 p.n.e., był następcą swojego dziadka, Hattusilisa. Jego siostrą była Ḫarapšili, a żoną królowa Kali.

## Życiorys
Jedna z pierwszych wypraw wojennych Mursilisa I, skierowana była przeciwko zbuntowanemu miastu Puruszhanda. Mursilisowi I przypisuje się podbój królestwa Jamhad i zdobycie jego stolicy Aleppo w północnej Syrii. W 1595 p.n.e. Mursili poprowadził bezprecedensowy marsz dwa tysiące kilometrów do samego serca Mezopotamii, gdzie zdobył miasto Babilon i przyniósł kres panowaniu dynastii amoryckiej. Najazd ten nie dał Hetytom żadnej kontroli nad Babilonem, lecz sprawił, że do władzy doszli Kasyci. Istnieje teoria, jakoby Mursili zaatakował Babilonię z powodu niedoboru zboża, którego zbiory na terenie Anatolii pogorszyły się z powodu chmur powstałych przy erupcji wulkanu Thira.
Po powrocie do swojego kraju Mursili został zamordowany w spisku poprowadzonym przez jego szwagra Hantilisa I (który dzięki temu zdobył tron) i zięcia Zidantasa I. Jego śmierć spowodowała okres niepokojów społecznych i upadek centralnej władzy, a następnie utratę zdobyczy hetyckich w Syrii.